# Daniel Georg Nyblin

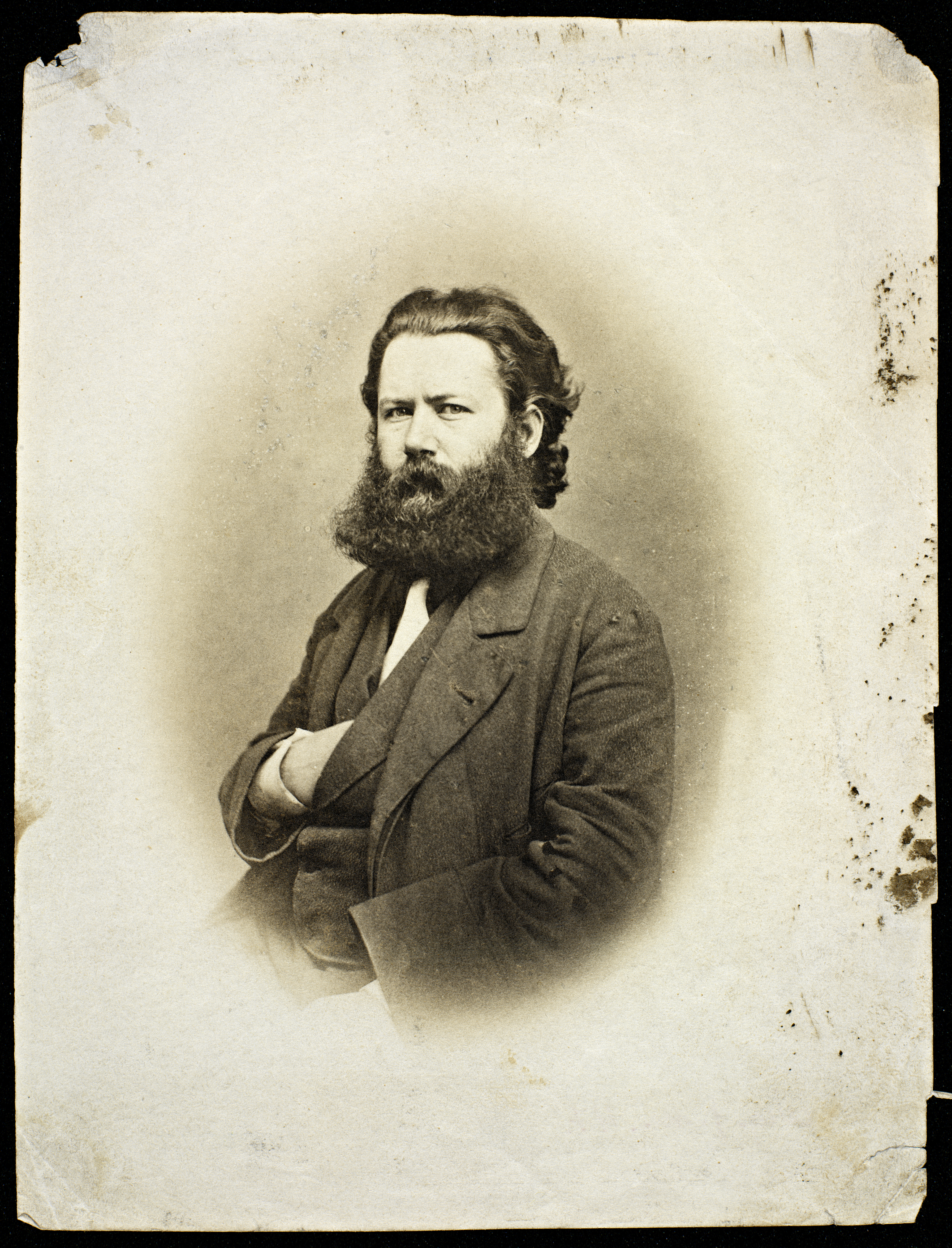
Portrét Henrika Ibsena, asi 1863–64

Daniel Georg Nyblin také psáno Nyblinn (6. srpna 1826 – 2. září 1910) byl norský fotograf a herec v Christiania Theater.

## Životopis
Nyblin je známý zejména svými portréty, mimo jiné Henrika Ibsena. Velká část jeho archivu je ve sbírce věznice Botsfengselet, kde fotografoval více než 10 000 vězňů jako tzv. „detektivní fotograf“.
Nyblin měl studio v Christianii od roku 1866, nejdříve na ulici Skippergata a později na adrese Karl den 12tes Gade. Po jeho smrti převzala společnosti jeho ovdovělá žena, o několik let později jejich syn Georg Andreas.
Dalším hercem a divadelníkem, který od herectví přešel k fotografii byl Harald Andreas Nielsen, který s fotografováním začal deset let po Nyblinovi.

## Galerie

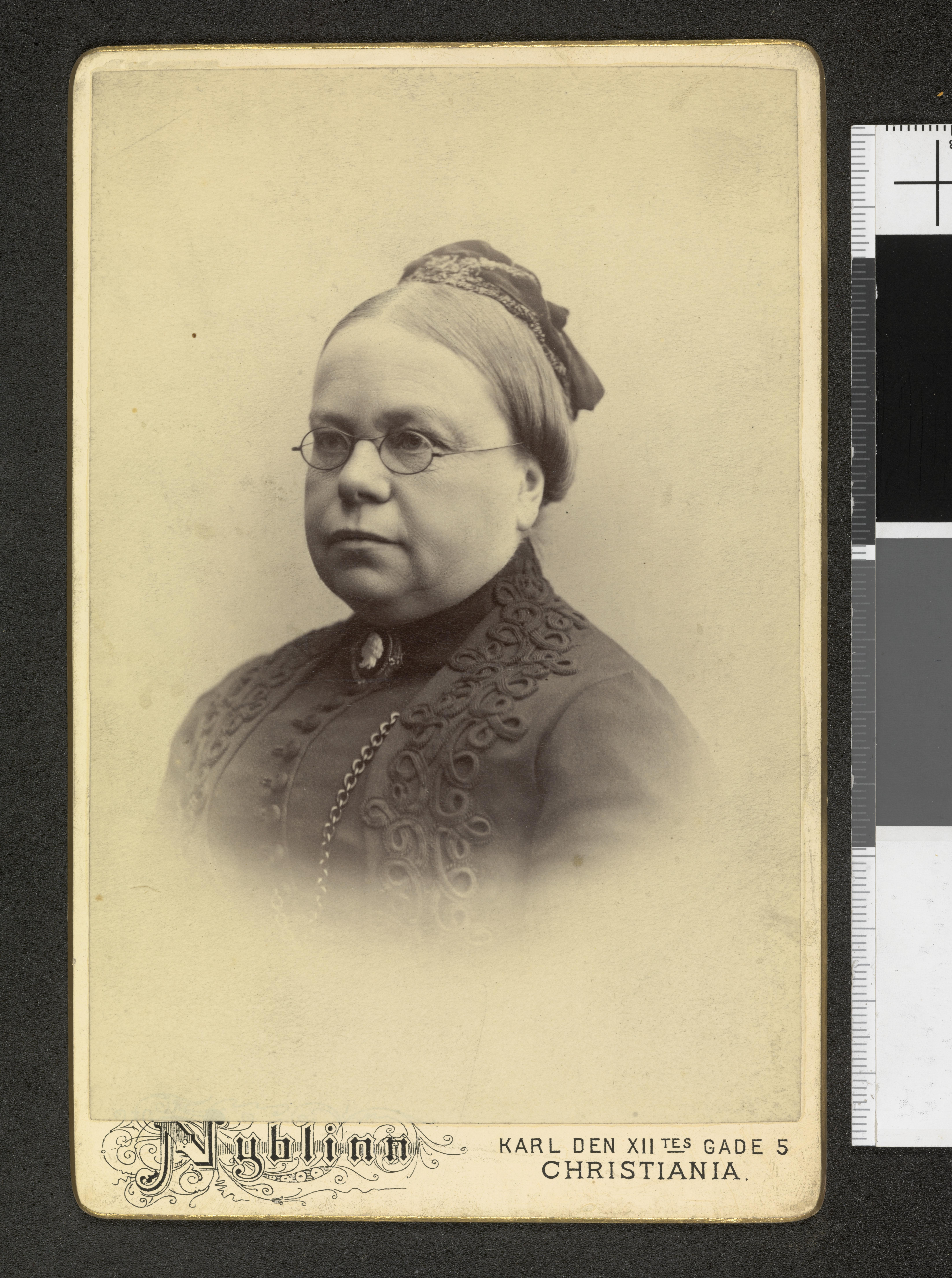
Portrét neznámé ženy
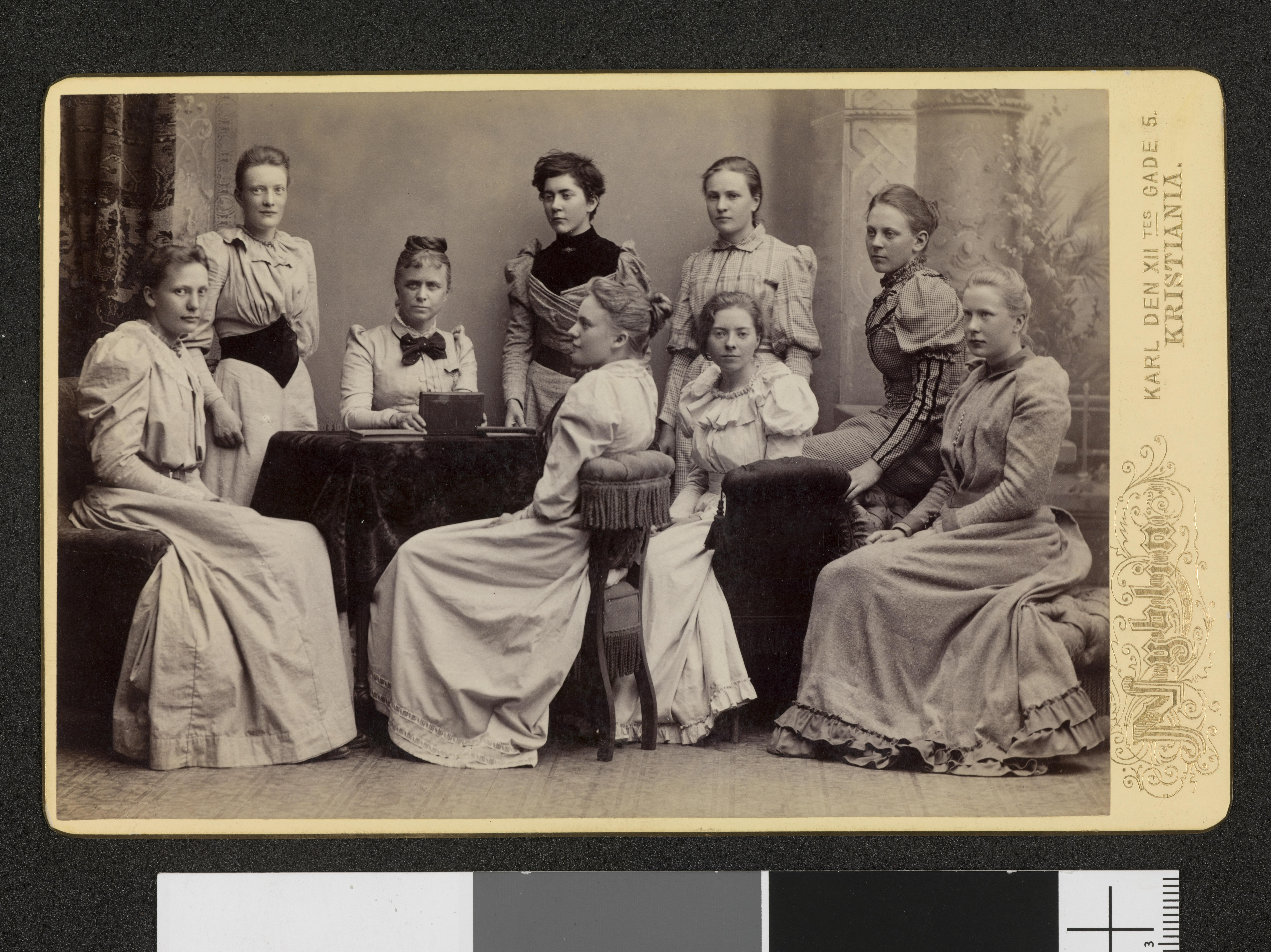
Ragna Nielsen se svými studentkami, 1893
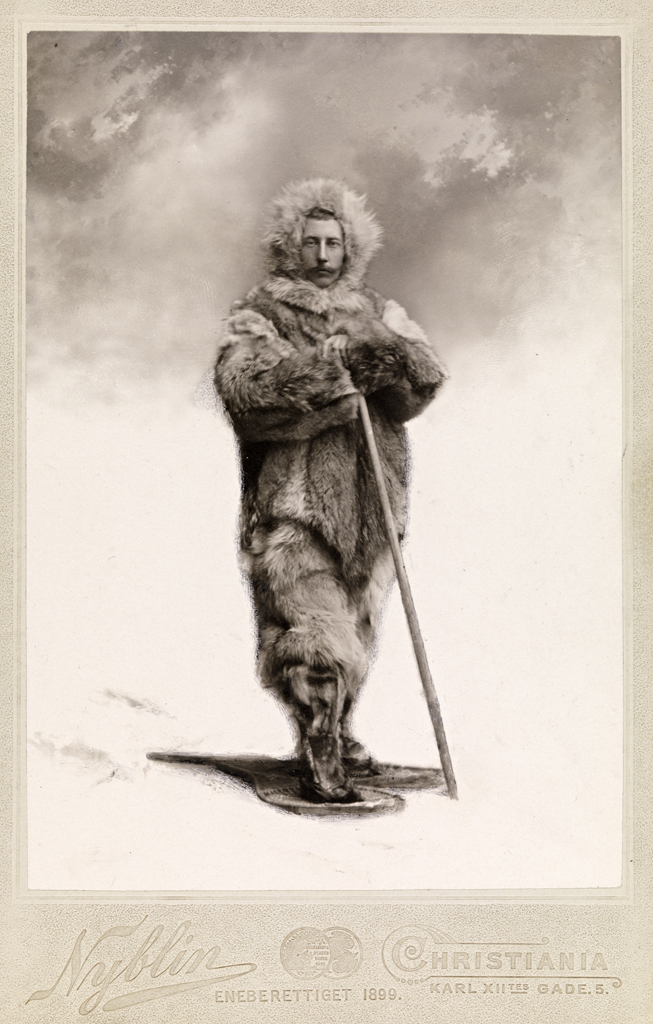
Roald Amundsen
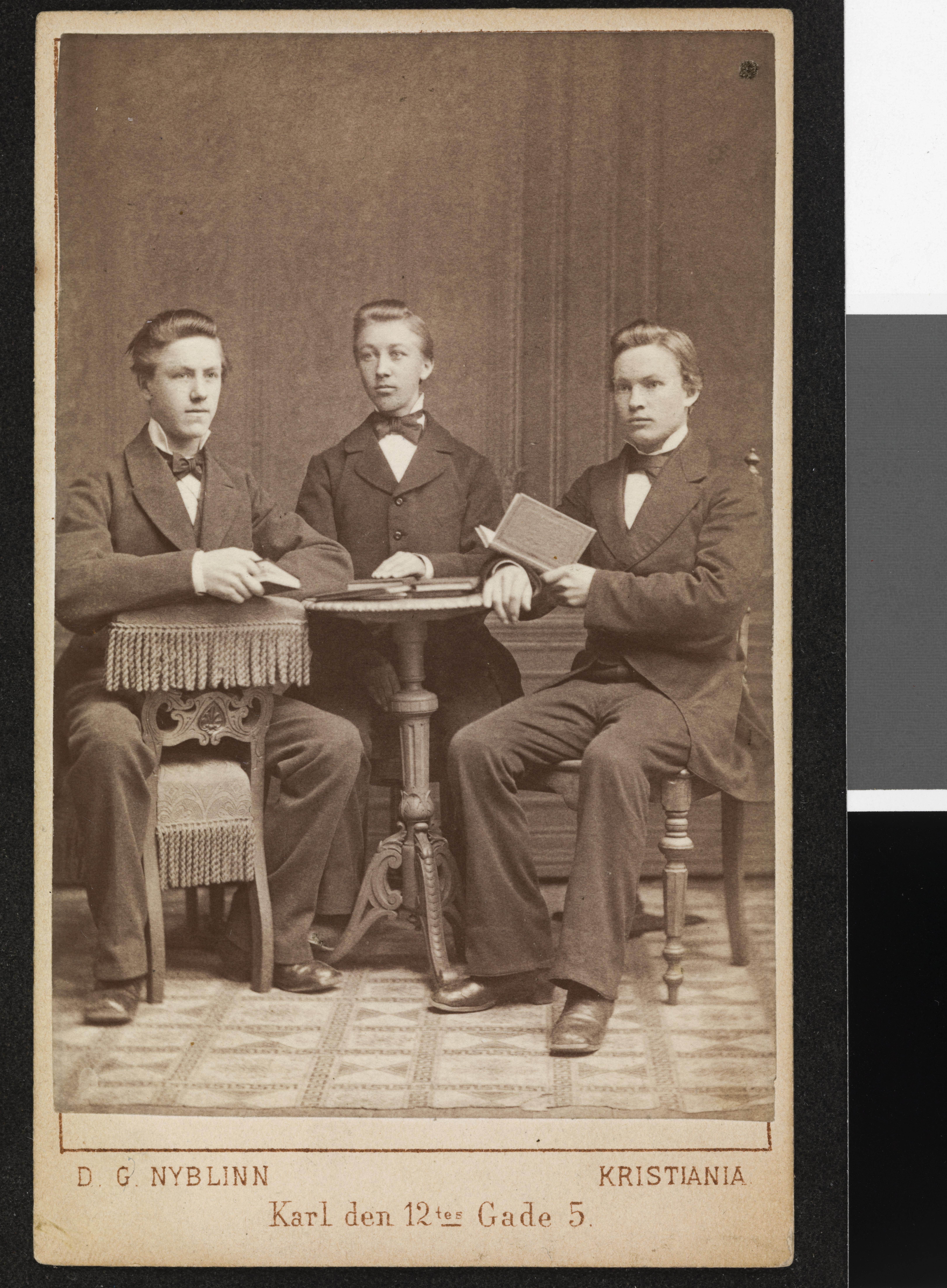
Portrét tří neznámých mužů
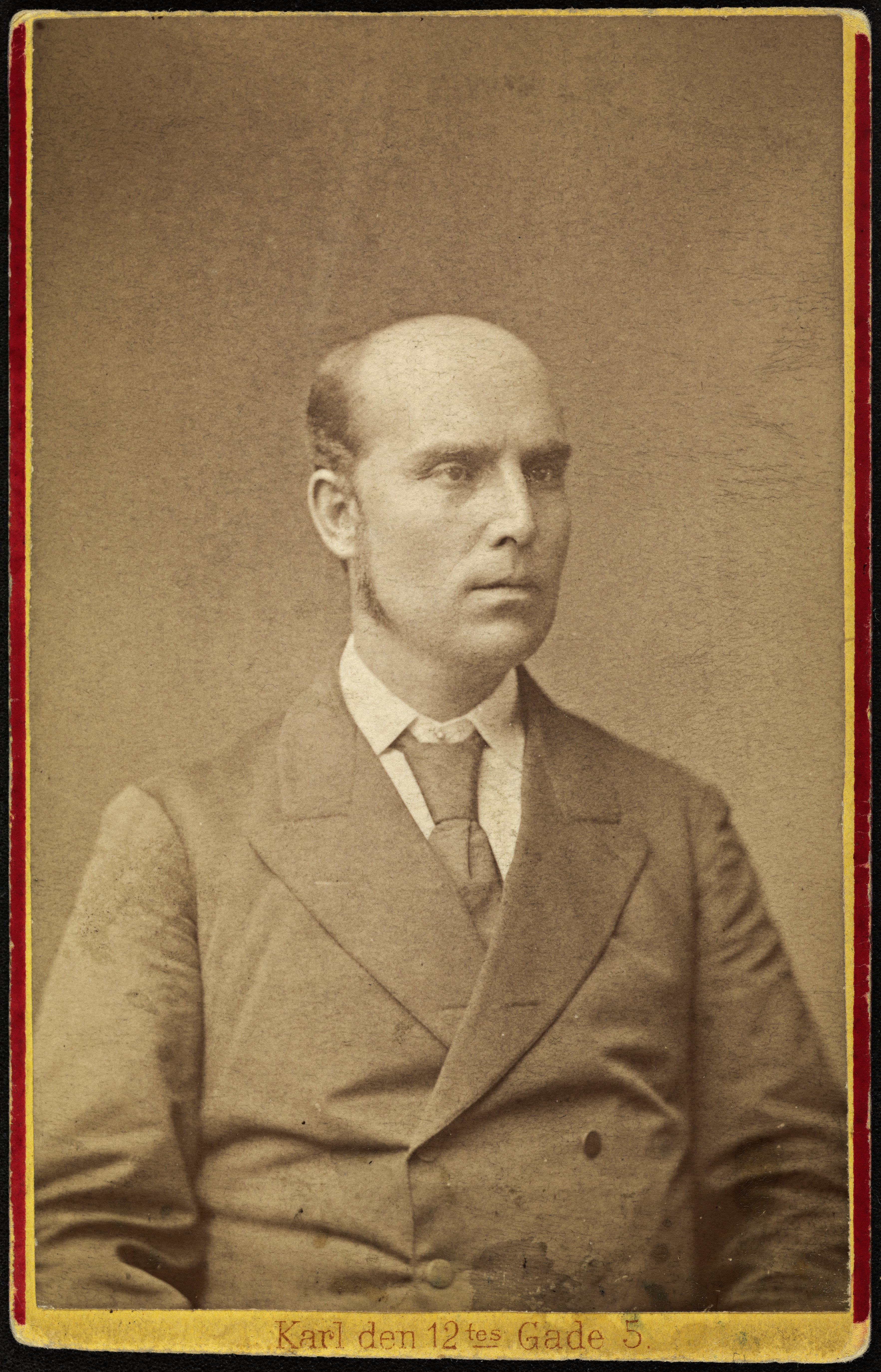
Lars Olsen Skrefsrud (1840–1910)
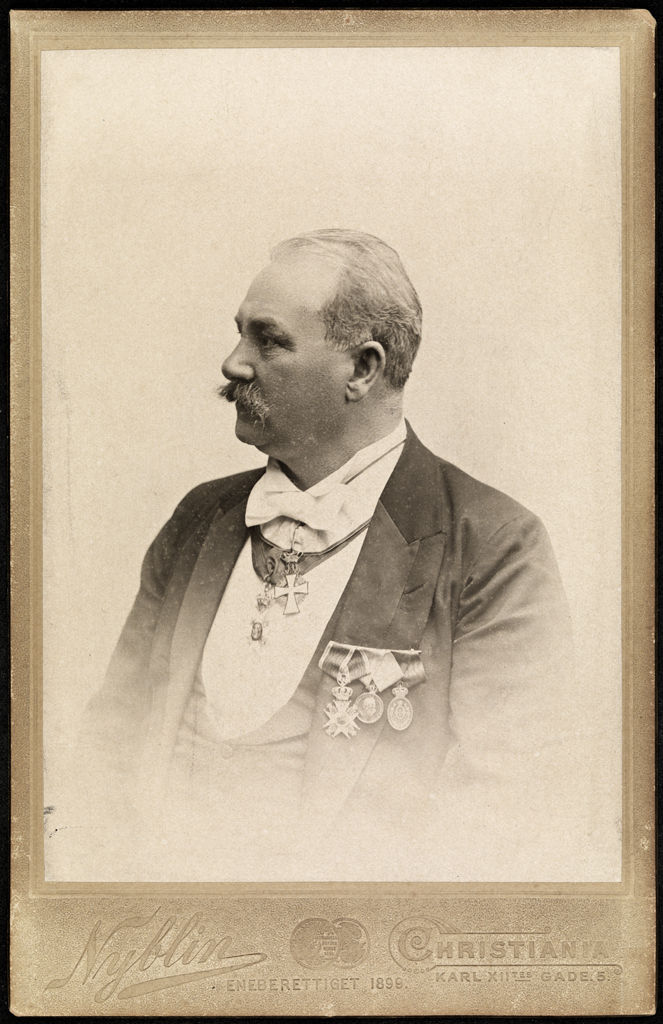
Johan Svendsen, 1899
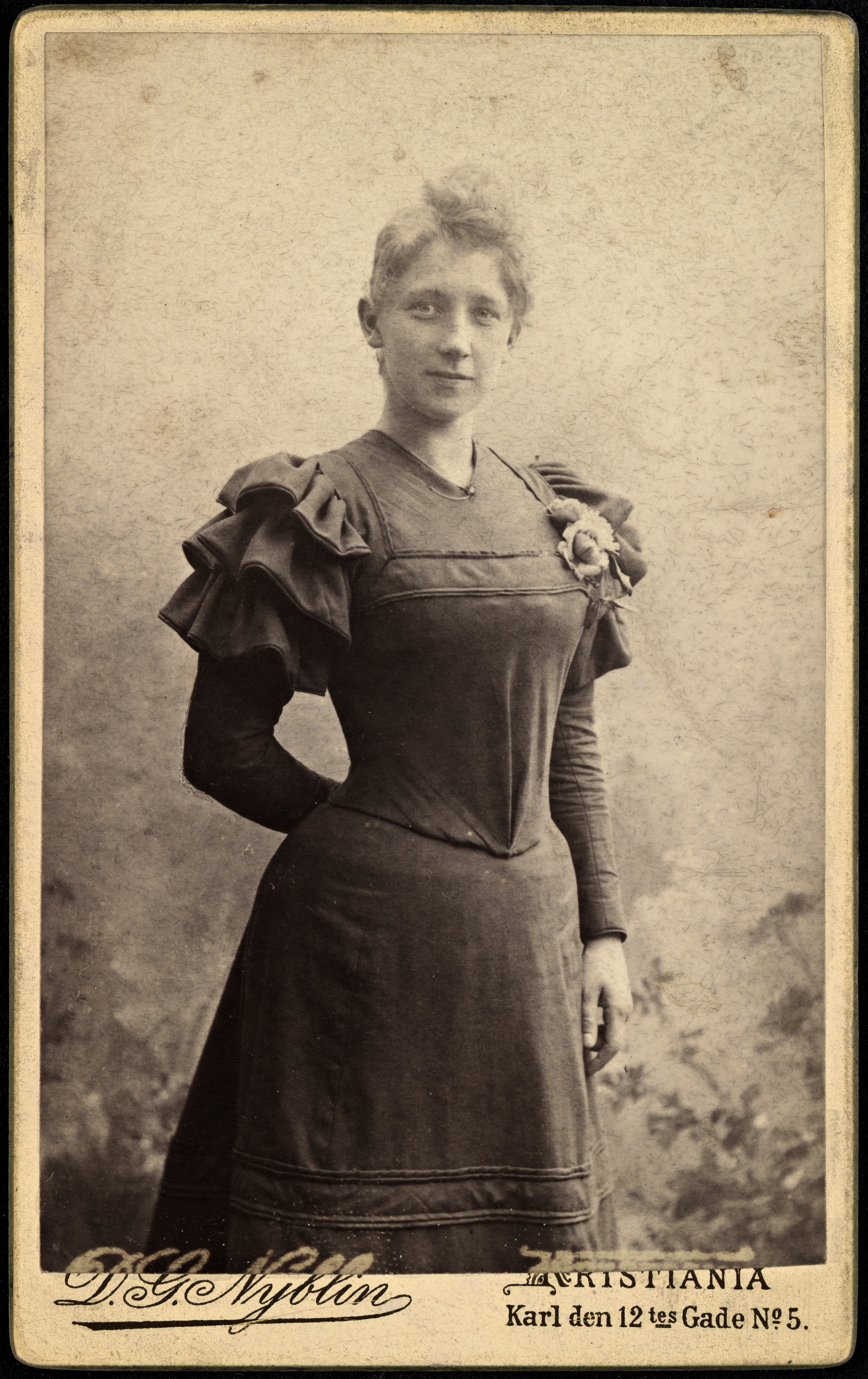
Johanne Dybwad (1867–1950)
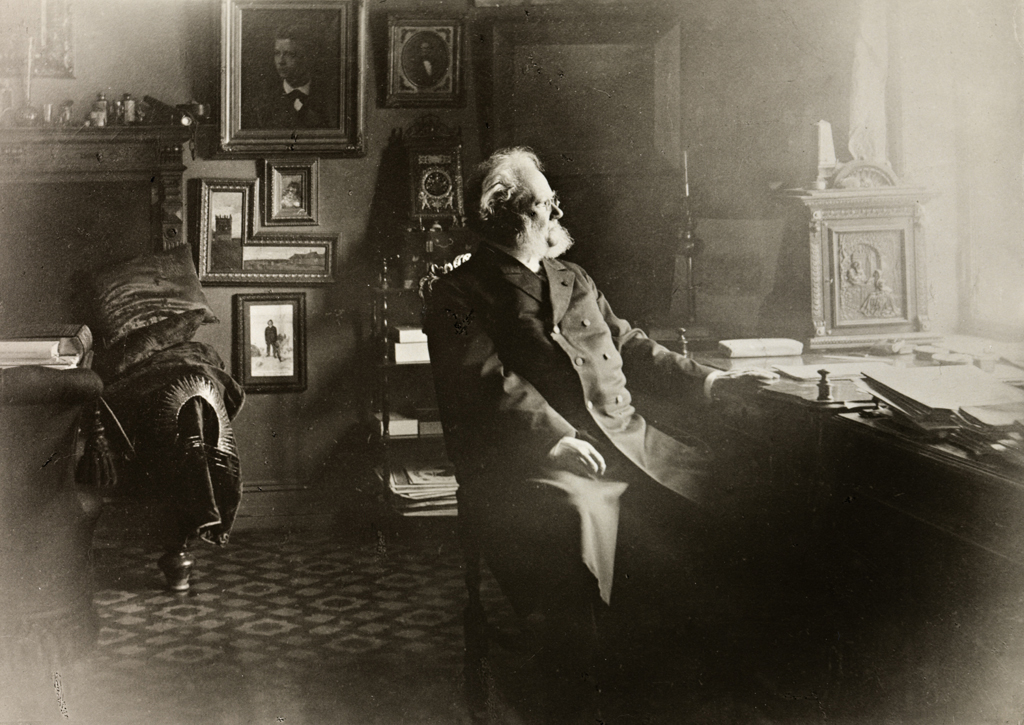
Henrik Ibsen, asi 1898